# Raymond van Bourgondië

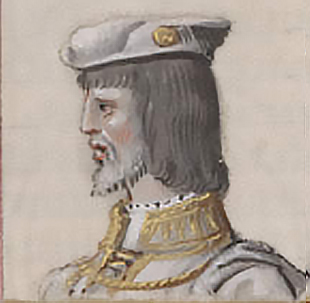
Raymond van Bourgondië

Raymond van Bourgondië (Besançon, 1059 — Grajal de Campos, 24 mei 1107) was de echtgenoot van prinses Urraca, en van 1090 tot aan zijn dood graaf van Galicië, Portucale en Coimbra.
Raymond van Bourgondië was een zoon van paltsgraaf Willem I van Bourgondië en van Stephania van Longwy-Metz. Vanuit die positie kon hij slechts aanspraak maken op een zeer klein deel van het erfgoed van zijn vader, namelijk het kleine graafschap Amerous in de Jura.
Hij trad in dienst van een contingent van een leger dat bestond uit ruiters vergezeld door enkele voetknechten. Dit leger trok onder de leiding van Odo I van Bourgondië in 1086 of 1087 naar het Iberisch schiereiland om te vechten tegen de Moren in de Reconquista. Raymond had daarvoor religieuze en militaire motieven maar was bovendien op zoek naar uitbreiding van zijn bezittingen. Na de verovering van Toledo keerde Raymond terug naar Frankrijk.
In 1090 reisde Raymond opnieuw naar Spanje om te trouwen met Urraca van Castilië, dochter van Alfons VI van Castilië en Constantia van Bourgondië. Urraca was toen slechts zes jaar oud. Het huwelijk werd goedgekeurd door Hugo, hoofd van de orde van Cluny en tevens oom van koningin Constantia, moeder van Urraca.
Raymond werd vergezeld door Hendrik, een neef van de koningin, die trouwde met een buitenechtelijke dochter van Alfons VI, Teresa van León. Zowel Raymond als zijn broer kregen door Alfons VI land toegewezen in de vorm van een feodum. Dit land besloeg ten eerste Galicië, de streek ten noorden van de rivier de Miño, ten tweede het stuk tussen de Miño en de Douro, Portucale genoemd, en ten derde Coimbra, het deel ten zuiden van de Douro. Raymond heerste eerst over alle drie de delen, vanaf 1096 regeerde Hendrik over Portucale. Hendrik kreeg dit land toegewezen als leengoed, wat inhield dat hij feodale verplichtingen had ten opzichte van Raymond.
Nadat zijn broer Guido paus was geworden, kreeg het Galicische Santiago de Compostella een aartsbisschop en werd het als Heilige stad op dezelfde voet geplaatst als Rome en Jeruzalem. Raymond stierf op kruistocht in 1107. Toen ook Alfons VI in 1109 overleed, werd Urraca koningin van Castilië en León. Hetzelfde jaar trouwde Urraca met Alfons I van Aragón. Raymond was de vader van Alfons VII van Castilië.